# Daniel Petrov (ökölvívó)
Daniel Bozsinov Petrov (bolgárul: Даниел Божинов Петров; Várna, 1971. szeptember 8. –)  olimpiai bajnok bolgár ökölvívó.

## Eredményei
- 1991-ben bronzérmes az Európa-bajnokságon légsúlyban.
- 1991-ben bronzérmes a világbajnokságon papírsúlyban.
- 1992-ben ezüstérmes az olimpián papírsúlyban. A döntőben a kubai Rogelio Marcelótól szenvedett vereséget.
- 1993-ban Európa-bajnok papírsúlyban. A döntőben Lakatos Pált győzte le.
- 1993-ban ezüstérmes a világbajnokságon papírsúlyban.
- 1995-ben világbajnok papírsúlyban.
- 1996-ban Európa-bajnok papírsúlyban.
- 1996-ban olimpiai bajnok papírsúlyban.
- 1997-ben bronzérmes a világbajnokságon papírsúlyban.